# Radladerwaage
Eine Radladerwaage ist eine in einen Radlader integrierte Waage, die die Masse des Materials in der Schaufel der Baumaschine ermittelt. Dies erfolgt in den meisten Fällen über die Messung des Hydraulikdruckes im Hubgerüst des Radladers. 
Mittels Referenz- bzw. Eichgewichten wird die Waage justiert, das heißt, verschiedenen Hydraulikdrücken wird der jeweils entsprechende Gewichtswert zugeordnet. Gewogen wird bei modernen Systemen dynamisch in der Ladebewegung, ohne diese zu unterbrechen. Die einzelnen „Schaufelgewichte“ werden summiert und können beispielsweise pro beladenem Lkw ausgewiesen und – je nach Ausstattung der Wägeelektronik – zusammen mit Auftrags-, Kunden-, Materialdaten und anderem als Beleg gedruckt und als Datensatz an eine übergeordnete Software zur Weiterverarbeitung übertragen werden. 
Diese mobilen Wägesysteme bieten Zeit- und Kostenvorteile gegenüber stationären Waagen, wie etwa Lkw-Brückenwaagen. Neben niedrigeren Investitions- und Unterhaltskosten entfallen zusätzliche Personalkosten für den Bediener der Waage. Fahrten von und zur stationären Waage entfallen und gleichzeitig zeigt die Waage direkt beim Ladevorgang die verladene Menge an, wodurch Kapazitäten optimal genutzt und Überladungen vermieden werden.
Als geeichte Waage ist die Radladerwaage für den geschäftlichen Verkehr im Handel zugelassen. Die heutigen, eichfähigen Radladerwaagen verfügen über eine Zulassung in der Genauigkeitsklasse Y(b).